# اولودره (اخلاط)
اولودره (به ترکی استانبولی: Uludere) یک منطقهٔ مسکونی در ترکیه است که در اخلاط واقع شده‌است. اولودره ۶۶۶ نفر جمعیت دارد.